# 3 Кръстника
„3 Кръстника“ (на английски: 3 Godfathers) е американски игрален филм – уестърн, излязъл по екраните през 1948 година, режисиран от Джон Форд с участието на Джон Уейн, Педро Армендарис и Гари Кери младши в главните роли.

## Сюжет
Внимание:  Текстът по-долу разкрива сюжета на произведението (или части от него)!
Трима разбойници — Боб Хайтауър, Пийт и Абълийн Кид, влизат в Уелкъм, Аризона. Те разговарят приятелски с шерифа Бък Суит и съпругата му, която ги пита дали са виждали племенницата й и съпруга й по пътя. Впоследствие тримата ограбват местната банка, но плячката е загубена, Кид е прострелян, а конят му пада. Тримата бягат в пустинята на два коня, преследвани от Суит и хората му. Суит пробива дупка в резервоара за водна до влаковата линия, единствения източник на вода в района.
Бегълците достигат до резервоара за вода на железопътната линия, виждат, че са изпреварени. Връщат се обратно, тръгват към гранитен резервоар за вода в края на пустинята. Разбойниците губят конете си в пясъчна буря. В отчаяна нужда за вода, те откриват резервоарите, но те са взривени от човек минал преди тях. В закрит фургон на каруца, откриват жена, която лежи — племенницата на Суит, която ражда. Докато Пит помага с израждането, другите двама усърдно събират вода от близките кактуси. Часове по-късно жената има момче, което кръщава „Робърт Уилям Педро Хайтауър“ на името на своите благодетели. Жената преди да умре, изисква от тях обещание да го спасят и да му бъдат кръстници.
Трогнати, тримата отчаяно спазват обета си. Те намират сандък, пълен с бебешки неща, кондензирано мляко, книга със съвети и Библия. Пит предлага на Боб Библията за насоки, но Боб я отхвърля. Хлапето, сигурно, че висша сила ги е напътствала там, сравнява бебето с младенеца Исус в яслите, а тях, като тримата мъдреци. Вдъхновени от библейския стих, те се отправят към град Нови Йерусалим, през пустинята и през планината. По-късно отрядът на шерифа се натъква на изоставената каруца и разпознавайки вещите на племенницата си, Суит вярва, че бегълците са я убили и тръгва да отмъщава.
Когато пресичат солна равнина, Кид колабира и умира. По-късно Пийт се спъва и си чупи крака. Той моли Боб да му остави пистолет „за да се пази от койоти“. Докато Боб върви към планината, той чува един изстрел. Залитайки в едно дере, Боб най-накрая пада, но в делириум призраците на двамата му приятели отказват да му позволят да се предаде. Намирайки едно магаре и нейното магаренце в края на пропастта, той ги използва, за да стигне до Нови Йерусалим, където се натъква на кантина, за да вземе напитки за себе си и за бебето. Точно когато шериф Суит го настига, Боб рухва от изтощение.
Боб е затворен в Уелкъм, но с героичното му спасяване на бебето целият град става съпричастен към него. Боб дава кръщелника си под временно попечителство на Суит, сега негови приятели, но когато съдията го моли да се откаже за постоянно от попечителството в замяна на условна присъда, той отказва да наруши обещанието си към майката на бебето. Доволен, съдията му дава минималната присъда от година и един ден. Когато Боб тръгва за затвора, всички жители на града се сбогуват вълнуващо с него.

## В ролите
| Актьор           | Роля                              |
| ---------------- | --------------------------------- |
| Джон Уейн        | Робърт Мармадюк Сангстър Хайтауър |
| Педро Армендарис | Педро Рока Фуерте                 |
| Гари Кери младши | Уилям Кърни (Абълийн Кид)         |
| Уорд Бонд        | (Бък) Пърли Суит                  |
| Мей Марш         | г-жа Пърли Суит                   |
| Милдред Натуик   | Майката                           |
| Джейн Даруел     | Мис Флори                         |
| Гай Киби         | Съдията                           |
| Дороти Форд      | Руби Латъм                        |
| Бен Джонсън      | Член на отряда                    |